# Sisters’ Islands
Die Sisters’ Islands (chinesisch 姐妹岛, Pinyin Jiěmèidǎo; malaiisch Pulau Subar Laut bzw. Pulau Subar Darat; Tamil Sakotharigal Theevu) sind eine aus zwei Inseln bestehende Inselgruppe im Süden von Singapur. Sie liegen in der Straße von Singapur.

## Lage
Die beiden Inseln liegen im Süden des singapurischen Staatsgebiets. Sie sind etwa 5,5 km von der Hauptinsel entfernt. Bis zur nächstliegenden indonesischen Insel sind es etwa 6,6 km, während Batam 12,5 km entfernt liegt. Die zwei Inseln sind durch einen Kanal getrennt. In diesem Kanal herrschen sehr starke Strömungen.

## Legende
Die beiden Inseln, genannt Pulau Subar Laut und Pulau Subar Darat, wurden aufgrund einer Legende als Schwesterninseln bekannt. Die Legende besagt, dass zwei Schwestern beim Versuch, sich gegenseitig zu helfen, als eine von ihnen von Piraten entführt wurde, auf See ertranken. Am Morgen danach befanden sich plötzlich an der Stelle die beiden Inseln.

## Tourismus
Die Inseln sind bei Touristen beliebt. Vor allem Schnorchelurlauber besuchen die Insel auf Grund des blauen Wassers und der weißen Strände. Außerdem befinden sich hier Singapurs schönste Riffe. Auch Camper besuchen die Insel.

### Sisters’ Islands Marine Park
Im Juli 2014 kündigte National Parks Board Pläne für einen Marinepark auf den Inseln an.